# Матчи сборной Ленинграда по футболу (1932)
Сезон 1932 года стал 31-м в истории сборной Ленинграда по футболу.
В нём сборная провела
- 12 официальных матчей
  - 6 соревновательных
    - 3 в рамках Чемпионата РСФСР
    - 3 в рамках Чемпионата СССР

  - 6 междугородних
    - в том числе 2 в рамках Матча трёх городов
- 11 неофициальных матчей
  - в том числе 2 международных

## Классификация матчей
По установившейся в отечественной футбольной истории традиции официальными принимаются
- Все соревновательные матчи[К 4] официальных турниров — чемпионатов СССР, Российской империи и РСФСР — во времена, когда они проводились среди сборных городов (регионов, республик), и сборная Санкт-Петербурга (Ленинграда) была субъектом этих соревнований; к числу таковых относятся также матчи футбольных турниров на Спартакиадах народов СССР 1956 и 1979 года.
- Междугородние товарищеские игры сборной сильнейшего состава без формальных ограничений[К 5] с адекватным по статусу соперником. Матчи с клубами Санкт-Петербурга и других городов, со сборными не сильнейшего состава и т. п. составляют другую категорию матчей.
- Международные матчи с соперниками топ-уровня — в составах которых выступали футболисты, входившие в национальные сборные либо выступавшие в чемпионатах (лигах) высшего соревновательного уровня своих стран — как профессионалы, так и любители[К 6]. Практиковавшиеся (в основном, в 1920—1930-х годах) международные матчи с так называемыми «рабочими» и им подобными по уровню командами, состоявшими, как правило, из неконкурентноспособных игроков-любителей невысокого уровня, заканчивавшиеся обычно их разгромными поражениями, отнесены в отдельную категорию матчей.

## Статистика сезона
| 1932           |                                                                                           |     |
| Н (1)          | Ленинград (ЛОСПС) — Ленинград (ЛОСПС, II)                                                 | 6:3 |
| Н (2)          | Ленинград (ЛОСПС, III) — Ленинград (ЛОСПС, IV)                                            | 3:1 |
| Н (3)          | Ленинград (ЛОСПС) — Ленинград (ЛОСПС, II)                                                 | 3:1 |
| Н (4)          | Ленинград (ЛОСПС) — Москва (МГСПС)                                                        | 1:5 |
| Н (5)          | Ленинград (ЛОСПС) — Харьков (профсоюзы)                                                   | 1:1 |
| Н (6)          | Ленинград (ЛОСПС) — Москва (МГСПС)                                                        | 3:0 |
| МГ 74          | Ленинград — Одесса                                                                        | 2:0 |
| Н (7)          | Ленинград (II) — Одесса                                                                   | 1:1 |
| МГ 75          | Ленинград — Киев                                                                          | 7:2 |
| Н (8)          | Ленинград (II) — Киев                                                                     | 1:0 |
| МГ 76          | Ленинград — Москва                                                                        | 2:2 |
| МГ 77          | Ленинград — Харьков                                                                       | 1:4 |
| МГ 78          | Ленинград — Москва                                                                        | 3:2 |
| Н (9)          | Ленинград (сборная электропромышленности) — АИФ «Кунгсхольмен» Стокгольм («рабочий клуб») | 4:0 |
| С 19           | Ленинград — Смоленск                                                                      | 4:3 |
| С 20           | Ленинград — Иваново                                                                       | 7:3 |
| Н (10)         | Ленинград (ЛОСПС, «молодёжная») — «Динамо» Ленинград                                      | 1:3 |
| С 21           | Ленинград — Москва                                                                        | 3:2 |
| С 22           | Ленинград — Баку                                                                          | 4:2 |
| С 23           | Ленинград — Харьков                                                                       | 4:3 |
| С 24           | Ленинград — Москва                                                                        | 1:5 |
| МГ 79          | Ленинград — Харьков                                                                       | 2:0 |
| Н (11)         | Ленинград — Германия («рабочая»)                                                          | 2:2 |
| Итого          |                                                                                           |     |
| И В Н П М      |                                                                                           |     |
| 12 9 1 2 40−28 |                                                                                           |     |
| 11 6 3 2 26−17 |                                                                                           |     |

## Официальные матчи

### 110. Ленинград — Одесса — 2:0
Междугородний товарищеский матч 74 (отчет)

| Ленинград                     | 2:0 | Одесса |
| ----------------------------- | --- | ------ |
| - М.Бутусов 22′ - Елисеев 63′ |     |        |

| Игрок             | Клуб               |     | Вышел на замену | Гол   |
| ----------------- | ------------------ | --- | --------------- | ----- |
| Савинцев, Николай | ЛОМЗ               |     | 27              | (-57) |
|                   |                    |     |                 |       |
| Юденич, Михаил    | «Динамо»           |     | 18              |       |
| Лабут, Андрей     | Пролетарский завод |     | 3               |       |
|                   |                    |     |                 |       |
| Попов, Павел      | «Динамо»           |     | 22              | 5     |
| Батырев, Павел    | «Динамо»           |     | 67              | 14    |
| Лемешев, Владимир | «Красная заря»     |     | 4               |       |
|                   |                    |     |                 |       |
| Светлов, Николай  | «Динамо»           |     | 1               |       |
| Ярцев, Николай    | Завод им. Энгельса |     | 1               |       |
| Бутусов, Михаил   | «Динамо»           | Гол | 60              | 53    |
| Елисеев, Евгений  | «Балтвод»          | Гол | 14              | 10    |
| Кусков, Владимир  | ЛОС                |     | 32              | 16    |

| Одесса     |  |
| ---------- |  |
| Трусевич   |  |
|            |  |
| Кусинский  |  |
| Чистов     |  |
|            |  |
| Кравченко  |  |
| Махинев    |  |
| Фисаренко  |  |
|            |  |
| Калашников |  |
| А.Штрауб   |  |
| Бронз      |  |
| Злочевский |  |
| Михлин     |  |

|  |

### 111. Ленинград — Киев — 7:2
Междугородний товарищеский матч 75 (отчет)

| Ленинград                                                                                   | 7:2 | Киев                              |
| ------------------------------------------------------------------------------------------- | --- | --------------------------------- |
| - Пав.Попов 29′ (пен.) - Кусков 38′ 48′ ~75′ - М.Бутусов 43′ - Елисеев 51′ - Е.Шелагин ~70′ |     | - 11′ Печеный - 21′ Вал.Прокофьев |

| Игрок             | Клуб               |                                 | Вышел на замену | Гол   |
| ----------------- | ------------------ | ------------------------------- | --------------- | ----- |
| Савинцев, Николай | ЛОМЗ               | Серебряный гол · Серебряный гол | 28              | (-59) |
|                   |                    |                                 |                 |       |
| Юденич, Михаил    | «Динамо»           |                                 | 19              |       |
| Лабут, Андрей     | Пролетарский завод |                                 | 4               |       |
|                   |                    |                                 |                 |       |
| Попов, Павел      | «Динамо»           | Гол                             | 23              | 6     |
| Батырев, Павел    | «Динамо»           |                                 | 68              | 14    |
| Петров Андрей     | Завод № 7          |                                 | 8               |       |
|                   |                    |                                 |                 |       |
| Григорьев, Пётр   | «Красная заря»     |                                 | 58              | 18    |
| Шелагин, Евгений  | «Динамо»           | Гол                             | 1               | 1     |
| Бутусов, Михаил   | «Динамо»           | Гол                             | 61              | 54    |
| Елисеев, Евгений  | «Балтвод»          | Гол                             | 15              | 11    |
| Кусков, Владимир  | ЛОС                | Гол · Гол · Гол                 | 33              | 19    |

| Киев           |     |
| -------------- | --- |
| Идзковский     |     |
|                |     |
| Свиридовский   |     |
| Весеньев       |     |
|                |     |
| Тютчев         |     |
| Пионтковский   |     |
| Долгов         |     |
|                |     |
| Синица         |     |
| Гончаренко     |     |
| Сердюк         |     |
| Вал. Прокофьев | Гол |
| Печеный        | Гол |

### 112. Ленинград — Москва — 2:2
Междугородний товарищеский матч 76 (отчет)

| Ленинград                                           | 2:2 | Москва                         |
| --------------------------------------------------- | --- | ------------------------------ |
| - Пав.Попов 51' (пен.) - Е.Шелагин 74′ - Кусков 82′ |     | - 24′ Н.Старостин - 64′ Павлов |

| Игрок             | Клуб               |                                 | Вышел на замену | Гол  |
| ----------------- | ------------------ | ------------------------------- | --------------- | ---- |
| Шорец, Георгий    | Завод им. Сталина  | Серебряный гол · Серебряный гол | 1               | (-2) |
|                   |                    |                                 |                 |      |
| Юденич, Михаил    | «Динамо»           |                                 | 20              |      |
| Лабут, Андрей     | Пролетарский завод |                                 | 5               |      |
|                   |                    |                                 |                 |      |
| Попов, Павел      | «Динамо»           |                                 | 24              | 6    |
| Батырев, Павел    | «Динамо»           |                                 | 69              | 14   |
| Лемешев, Владимир | «Красная заря»     |                                 | 5               |      |
|                   |                    |                                 |                 |      |
| Григорьев, Пётр   | «Красная заря»     |                                 | 59              | 18   |
| Шелагин, Евгений  | «Динамо»           | Гол                             | 2               | 2    |
| Бутусов, Михаил   | «Динамо»           |                                 | 62              | 54   |
| Елисеев, Евгений  | «Балтвод»          |                                 | 16              | 11   |
| Кусков, Владимир  | ЛОС                | Гол                             | 34              | 20   |

| Москва        |     |
| ------------- | --- |
| Гранаткин     |     |
|               |     |
| Ал. Старостин |     |
| Пчеликов      |     |
|               |     |
| Леута         |     |
| Ан. Старостин | 87' |
| Никишин       |     |
|               |     |
| Н.Старостин   | Гол |
| С.Иванов      |     |
| Степанов      |     |
| Павлов        | Гол |
| С.Ильин       |     |

|  |  |

### 113. Ленинград — Харьков — 1:4
Междугородний товарищеский матч 77 — Матч трёх городов (отчет)

| Ленинград     | 1:4 | Харьков                                                   |
| ------------- | --- | --------------------------------------------------------- |
| - Елисеев 86′ |     | - 5′ С.Андреев - 15′ 49′ Шпаковский - 36′ (пен.) Привалов |

| Игрок             | Клуб               |                                                                   | Вышел на замену | Гол  |
| ----------------- | ------------------ | ----------------------------------------------------------------- | --------------- | ---- |
| Шорец, Георгий    | Завод им. Сталина  | Серебряный гол · Серебряный гол · Серебряный гол · Серебряный гол | 2               | (-6) |
|                   |                    |                                                                   |                 |      |
| Юденич, Михаил    | «Динамо»           |                                                                   | 21              |      |
| Лабут, Андрей     | Пролетарский завод |                                                                   | 6               |      |
|                   |                    |                                                                   |                 |      |
| Попов, Павел      | «Динамо»           |                                                                   | 25              | 6    |
| Батырев, Павел    | «Динамо»           |                                                                   | 70              | 14   |
| Лемешев, Владимир | «Красная заря»     |                                                                   | 6               |      |
|                   |                    |                                                                   |                 |      |
| Григорьев, Пётр   | «Красная заря»     |                                                                   | 60              | 18   |
| Шелагин, Евгений  | «Динамо»           |                                                                   | 3               | 2    |
| Бутусов, Михаил   | «Динамо»           |                                                                   | 63              | 54   |
| Елисеев, Евгений  | «Балтвод»          | Гол                                                               | 17              | 12   |
| Кусков, Владимир  | ЛОС                |                                                                   | 35              | 20   |

| Харьков     |           |
| ----------- | --------- |
| Бабкин      |           |
|             |           |
| Пономаренко |           |
| К.Фомин     |           |
|             |           |
| Н.Фомин     |           |
| Шведов      |           |
| Привалов    | Гол       |
|             |           |
| Копейко     |           |
| Шпаковский  | Гол · Гол |
| Мищенко     |           |
| Н.Зуб       |           |
| С.Андреев   | Гол       |

### 114. Ленинград — Москва — 3:2
Междугородний товарищеский матч 78 — Матч трёх городов (отчет)

| Ленинград                                                     | 3:2 | Москва                                             |
| ------------------------------------------------------------- | --- | -------------------------------------------------- |
| - Пав.Попов 41′ (пен.) - П.Григорьев 53′ - Батырев 65′ (пен.) |     | - 49′ Н.Старостин - 60′ С.Ильин - 80' (пен.) Леута |

| Игрок            | Клуб              |                                 | Вышел на замену | Гол  |
| ---------------- | ----------------- | ------------------------------- | --------------- | ---- |
| Шорец, Георгий   | Завод им. Сталина | Серебряный гол · Серебряный гол | 3               | (-8) |
|                  |                   |                                 |                 |      |
| Юденич, Михаил   | «Динамо»          |                                 | 22              |      |
| Гинько, Николай  | «Большевик»       |                                 | 2               |      |
|                  |                   |                                 |                 |      |
| Попов, Павел     | «Динамо»          | Гол                             | 26              | 7    |
| Батырев, Павел   | «Динамо»          | Гол                             | 71              | 15   |
| Петров Андрей    | Завод № 7         |                                 | 9               |      |
|                  |                   |                                 |                 |      |
| Григорьев, Пётр  | «Красная заря»    | Гол                             | 61              | 19   |
| Елисеев, Евгений | «Балтвод»         |                                 | 18              | 12   |
| Бутусов, Михаил  | «Динамо»          |                                 | 64              | 54   |
| Шелагин, Борис   | «Динамо»          |                                 | 22              | 5    |
| Кусков, Владимир | ЛОС               |                                 | 36              | 20   |

| Москва        |     |
| ------------- | --- |
| Гранаткин     |     |
|               |     |
| Ал. Старостин | 65' |
| Пчеликов      |     |
|               |     |
| Леута         |     |
| Ан. Старостин |     |
| Никишин       |     |
|               |     |
| Н.Старостин   | Гол |
| Смирнов       |     |
| Степанов      |     |
| Павлов        |     |
| С.Ильин       | Гол |

### 115. Ленинград — Смоленск — 4:3
Соревновательный матч 19 — Чемпионат РСФСР, 1/8 финала (отчет)

| Ленинград | 4:3 (от) | Смоленск |
| --------- | -------- | -------- |
|           |          |          |

| Игрок              | Клуб              |                                                  | Вышел на замену | Гол  |
| ------------------ | ----------------- | ------------------------------------------------ | --------------- | ---- |
| Шлейфер, Александр | Завод им. Сталина | Серебряный гол · Серебряный гол · Серебряный гол | 1               | (-3) |
|                    |                   |                                                  |                 |      |
| Юденич, Михаил     | «Динамо»          |                                                  | 23              |      |
| Гинько, Николай    | «Большевик»       |                                                  | 3               |      |
|                    |                   |                                                  |                 |      |
| Попов, Павел       | «Динамо»          |                                                  | 27              | 7    |
| Лемешев, Владимир  | «Красная заря»    |                                                  | 6               |      |
| Петров Андрей      | Завод № 7         |                                                  | 10              |      |
|                    |                   |                                                  |                 |      |
| Светлов, Николай   | «Динамо»          |                                                  | 2               |      |
| Мурашев, Андрей    | ЛОМЗ              |                                                  | 23              | 12   |
| Бутусов, Михаил    | «Динамо»          |                                                  | 65              | 54   |
| Елисеев, Евгений   | «Балтвод»         |                                                  | 19              | 12   |
| Кусков, Владимир   | «Динамо»          |                                                  | 37              | 20   |

| Смоленск |  |
| -------- |  |
| ?        |  |
|          |  |
| ?        |  |
| ?        |  |
|          |  |
| ?        |  |
| ?        |  |
| ?        |  |
|          |  |
| ?        |  |
| ?        |  |
| ?        |  |
| ?        |  |
| ?        |  |

### 116. Ленинград — Иваново — 7:3
Соревновательный матч 20 — Чемпионат РСФСР, 1/4 финала (отчет)

| Ленинград | 7:3 | Иваново |
| --------- | --- | ------- |
|           |     |         |

| Игрок              | Клуб               |                                                  | Вышел на замену | Гол  |
| ------------------ | ------------------ | ------------------------------------------------ | --------------- | ---- |
| Шлейфер, Александр | Завод им. Сталина  | Серебряный гол · Серебряный гол · Серебряный гол | 2               | (-6) |
|                    |                    |                                                  |                 |      |
| Юденич, Михаил     | «Динамо»           |                                                  | 24              |      |
| Ежов, Пётр         | «Балтвод»          |                                                  | 36              |      |
|                    |                    |                                                  |                 |      |
| Попов, Павел       | «Динамо»           |                                                  | 28              | 7    |
| Батырев, Павел     | «Динамо»           |                                                  | 72              | 15   |
| Петров Андрей      | Завод № 7          |                                                  | 11              |      |
|                    |                    |                                                  |                 |      |
| Светлов, Николай   | «Динамо»           |                                                  | 3               |      |
| Шелагин, Евгений   | «Динамо»           |                                                  | 4               | 2    |
| Бутусов, Михаил    | «Динамо»           |                                                  | 66              | 54   |
| Шелагин, Борис     | «Динамо»           |                                                  | 23              | 5    |
| Ярцев, Николай     | Завод им. Энгельса |                                                  | 2               |      |

| Иваново     |  |
| ----------- |  |
| Шахов       |  |
|             |  |
| Степанчиков |  |
| Сентябрев   |  |
|             |  |
| Колин       |  |
| Леонов      |  |
| Малышков    |  |
|             |  |
| Голубев     |  |
| Киселев     |  |
| Мосалев     |  |
| Еремин      |  |
| Шибанов     |  |

### 117. Ленинград — Москва — 3:2
Соревновательный матч 21 — Чемпионат РСФСР, финал (отчет)

| Ленинград                                  | 3:2 | Москва                       |
| ------------------------------------------ | --- | ---------------------------- |
| - М.Бутусов 23′ - Кусков 60′ - Елисеев 75′ |     | - 15′ С.Ильин - 55′ С.Иванов |

| Игрок              | Клуб               |                                 | Вышел на замену | Гол  |
| ------------------ | ------------------ | ------------------------------- | --------------- | ---- |
| Шлейфер, Александр | Завод им. Сталина  | Серебряный гол · Серебряный гол | 3               | (-8) |
|                    |                    |                                 |                 |      |
| Юденич, Михаил     | «Динамо»           |                                 | 25              |      |
| Гинько, Николай    | «Большевик»        |                                 | 4               |      |
|                    |                    |                                 |                 |      |
| Попов, Павел       | «Динамо»           |                                 | 29              | 7    |
| Лемешев, Владимир  | «Красная заря»     | ~75'                            | 7               |      |
| Петров Андрей      | Завод № 7          |                                 | 12              |      |
|                    |                    |                                 |                 |      |
| Светлов, Николай   | «Динамо»           |                                 | 4               |      |
| Мурашев, Андрей    | ЛОМЗ               | 46'                             | 24              | 12   |
| Бутусов, Михаил    | «Динамо»           | Гол                             | 67              | 55   |
| Елисеев, Евгений   | «Балтвод»          | Гол                             | 20              | 13   |
| Кусков, Владимир   | «Динамо»           | Гол                             | 38              | 21   |
| Замены             |                    |                                 |                 |      |
| Дементьев, Пётр    | Завод им. Кулакова | 46'                             | 1               |      |
| Фёдоров, Валентин  | «Динамо»           | ~75'                            | 4               | 2    |

| Гранаткин     |     |
|               |     |
| Ал. Старостин |     |
| Саванов       |     |
|               |     |
| Леута         |     |
| Ан. Старостин | 75' |
| Никишин       |     |
|               |     |
| Н.Старостин   |     |
| С.Иванов      | Гол |
| Степанов      |     |
| Павлов        |     |
| С.Ильин       | Гол |
| Замена        |     |
| А.Столяров    | 75' |

### 118. Ленинград — Баку — 4:2
Соревновательный матч 22 — Чемпионат СССР, 1/4 финала (отчет)

| Ленинград                                                              | 4:2 | Баку                          |
| ---------------------------------------------------------------------- | --- | ----------------------------- |
| - Пав.Попов 20′ (пен.) - М.Бутусов 58′ - П.Дементьев 74′ - Елисеев 87′ |     | - 48′ Амирджанов - 49′ Малкин |

| Игрок              | Клуб               |                                 | Вышел на замену | Гол   |
| ------------------ | ------------------ | ------------------------------- | --------------- | ----- |
| Шлейфер, Александр | Завод им. Сталина  | Серебряный гол · Серебряный гол | 4               | (-10) |
|                    |                    |                                 |                 |       |
| Юденич, Михаил     | «Динамо»           |                                 | 26              |       |
| Гинько, Николай    | «Большевик»        |                                 | 5               |       |
|                    |                    |                                 |                 |       |
| Попов, Павел       | «Динамо»           | Гол                             | 30              | 8     |
| Батырев, Павел     | «Динамо»           |                                 | 73              | 15    |
| Петров Андрей      | Завод № 7          |                                 | 13              |       |
|                    |                    |                                 |                 |       |
| Светлов, Николай   | «Динамо»           |                                 | 5               |       |
| Дементьев, Пётр    | Завод им. Кулакова | Гол                             | 2               | 1     |
| Бутусов, Михаил    | «Динамо»           | Гол                             | 68              | 56    |
| Елисеев, Евгений   | «Балтвод»          | Гол                             | 21              | 14    |
| Кусков, Владимир   | «Динамо»           |                                 | 39              | 21    |

| Баку        |     |
| ----------- | --- |
| В.Иконников |     |
|             |     |
| Рейх        |     |
| Ф.Кузнецов  |     |
|             |     |
| Шибаев      |     |
| Калинин     |     |
| Смагин      |     |
|             |     |
| Гнездов     |     |
| Туркия      |     |
| Малкин      | Гол |
| Н.Сорокин   |     |
| Амирджанов  | Гол |

|  |

### 119. Ленинград — Харьков — 4:3
Соревновательный матч 23 — Чемпионат СССР, 1/2 финала (отчет)

| Ленинград                                                  | 4:2 | Харьков                                          |
| ---------------------------------------------------------- | --- | ------------------------------------------------ |
| - П.Дементьев 31′ (пен.) - Елисеев 40′ - М.Бутусов 53′ 85′ |     | - 7′ Копейко - 62′ Паровышников - 89′ Шпаковский |

| Игрок              | Клуб               |                                                  | Вышел на замену | Гол   |
| ------------------ | ------------------ | ------------------------------------------------ | --------------- | ----- |
| Шлейфер, Александр | Завод им. Сталина  | Серебряный гол · Серебряный гол · Серебряный гол | 5               | (-13) |
|                    |                    |                                                  |                 |       |
| Юденич, Михаил     | «Динамо»           |                                                  | 27              |       |
| Топталов, Василий  | «Красная заря»     |                                                  | 18              | 1     |
|                    |                    |                                                  |                 |       |
| Попов, Павел       | «Динамо»           |                                                  | 31              | 8     |
| Лемешев, Владимир  | «Красная заря»     |                                                  | 8               |       |
| Петров Андрей      | Завод № 7          |                                                  | 14              |       |
|                    |                    |                                                  |                 |       |
| Светлов, Николай   | «Динамо»           |                                                  | 6               |       |
| Дементьев, Пётр    | Завод им. Кулакова | Гол                                              | 3               | 2     |
| Бутусов, Михаил    | «Динамо»           | Гол · Гол                                        | 69              | 58    |
| Елисеев, Евгений   | «Балтвод»          | Гол                                              | 22              | 15    |
| Кусков, Владимир   | «Динамо»           |                                                  | 40              | 21    |

| Харьков      |     |
| ------------ | --- |
| Циркуненко   |     |
|              |     |
| Пономаренко  |     |
| К.Фомин      |     |
|              |     |
| Н.Фомин      |     |
| Капустин     |     |
| Привалов     |     |
|              |     |
| Владимирский |     |
| Шпаковский   | Гол |
| Н.Зуб        |     |
| Копейко      | Гол |
| Паровышников | Гол |

### 120. Ленинград — Москва — 1:5
Соревновательный матч 24 — Чемпионат СССР, финал (отчет)

| Ленинград                                      | 1:5 | Москва                                                           |
| ---------------------------------------------- | --- | ---------------------------------------------------------------- |
| - Пав.Попов 56' (пен.) - В.Топталов 81′ (пен.) |     | - 14′ Н.Старостин - 39′ 89′ Павлов - 47′ В.Смирнов - 69′ С.Ильин |

| Игрок              | Клуб               |                                                                                    | Вышел на замену | Гол   |
| ------------------ | ------------------ | ---------------------------------------------------------------------------------- | --------------- | ----- |
| Шлейфер, Александр | Завод им. Сталина  | Серебряный гол · Серебряный гол · Серебряный гол · Серебряный гол · Серебряный гол | 6               | (-18) |
|                    |                    |                                                                                    |                 |       |
| Юденич, Михаил     | «Динамо»           |                                                                                    | 28              |       |
| Топталов, Василий  | «Красная заря»     | Гол                                                                                | 19              | 2     |
|                    |                    |                                                                                    |                 |       |
| Попов, Павел       | «Динамо»           |                                                                                    | 32              | 8     |
| Батырев, Павел     | «Динамо»           | 46'                                                                                | 74              | 15    |
| Петров Андрей      | Завод № 7          |                                                                                    | 15              |       |
|                    |                    |                                                                                    |                 |       |
| Светлов, Николай   | «Динамо»           |                                                                                    | 7               |       |
| Дементьев, Пётр    | Завод им. Кулакова |                                                                                    | 4               | 2     |
| Бутусов, Михаил    | «Динамо»           | 59'                                                                                | 70              | 58    |
| Елисеев, Евгений   | «Балтвод»          |                                                                                    | 23              | 15    |
| Кусков, Владимир   | «Динамо»           | 46'                                                                                | 41              | 21    |
| Замены             |                    |                                                                                    |                 |       |
| Лемешев, Владимир  | «Красная заря»     | 46'                                                                                | 9               |       |
| Аксёнов, Фёдор     | «Красная заря»     | 46'                                                                                | 18              | 1     |
| Шелагин, Борис     | «Динамо»           | 59'                                                                                | 24              | 5     |

| Гранаткин     |           |
|               |           |
| Ал. Старостин |           |
| Пчеликов      | 46'       |
|               |           |
| А.Столяров    |           |
| Селин         | 35'       |
| Никишин       |           |
|               |           |
| Н.Старостин   | Гол       |
| В.Смирнов     | Гол       |
| Степанов      | 77'       |
| Павлов        | Гол · Гол |
| С.Ильин       | Гол       |
| Замены        |           |
| Самороднов    | 35'       |
| Саванов       | 46'       |

|  |

### 121. Ленинград — Харьков — 2:0
Междугородний товарищеский матч 79 (отчет)

| Ленинград                             | 2:0 | Харьков |
| ------------------------------------- | --- | ------- |
| - Елисеев 41′ 53' (пен.) - Кусков 71′ |     |         |

| Игрок              | Клуб               |     | Вышел на замену | Гол   |
| ------------------ | ------------------ | --- | --------------- | ----- |
| Шлейфер, Александр | Завод им. Сталина  |     | 7               | (-18) |
|                    |                    |     |                 |       |
| Юденич, Михаил     | «Динамо»           |     | 29              |       |
| Топталов, Василий  | «Красная заря»     | 61' | 20              | 2     |
|                    |                    |     |                 |       |
| Фёдоров, Валентин  | «Динамо»           |     | 5               | 2     |
| Батырев, Павел     | «Динамо»           |     | 75              | 15    |
| Петров Андрей      | Завод № 7          |     | 16              |       |
|                    |                    |     |                 |       |
| Григорьев, Пётр    | «Красная заря»     |     | 62              | 19    |
| Дементьев, Пётр    | Завод им. Кулакова |     | 5               | 2     |
| Елисеев, Евгений   | «Балтвод»          | Гол | 24              | 16    |
| Шелагин, Борис     | «Динамо»           |     | 25              | 5     |
| Кусков, Владимир   | «Динамо»           | Гол | 42              | 22    |
| Замена             |                    |     |                 |       |
| Гинько, Николай    | «Большевик»        | 61' | 6               |       |

| Бабкин       |      |
|              |      |
| Бобрышев     |      |
| Пономаренко  |      |
|              |      |
| Харитонов    |      |
| Н.Зуб        |      |
| Привалов     | ~55' |
|              |      |
| Владимирский |      |
| Шпаковский   |      |
| Копейко      |      |
| Паровышников |      |
| Старусев     |      |
| Замена       |      |
| Капустин     | ~55' |

## Неофициальные матчи
1. Тренировочный матч сборных команд ЛОСПС
| ~15 апр Неоф (1) | Ленинград (ЛОСПС) | 6:3 | Ленинград (ЛОСПС, II) | Ленинград |

2. Тренировочный матч сборных команд ЛОСПС
| ~15 апр Неоф (2) | Ленинград (ЛОСПС, III) | 3:1 | Ленинград (ЛОСПС, IV) | Ленинград |

3. Тренировочный матч сборных команд ЛОСПС
| 21 апр Неоф (3)                                  | Ленинград (ЛОСПС) | 3:1 | Ленинград (ЛОСПС, II) | Ленинград |
| Ленинград: ... Елисеев, Ал.Ларионов, Аксёнов ... |                   |     |                       |           |

4 — 5. Матч трёх городов (профсоюзы) в Харькове
| 2 мая Неоф (4) | Ленинград (ЛОСПС) | 1:5 | Москва (МГСПС)        | «Металлист», Харьков |
| |                   |     | - (1:2)′ (авт.) Лабут | Зрителей: 10 000     |
| Ленинград: Шлейфер - В.Топталов, Лабут - А.Петров, Беляев, Лемешев - Светлов, Ярцев, И.Смирнов, Смарыго, Аксенов Москва: Гранаткин - С.Афонин, Алякринский - Б.Апухтин, А.Коротков, Дергачев - Г.Богданов, А.Головкин, В.Зайцев, П.Исаков, Е.Москвин, Жуков, Грудицын |                   |     |                       |                      |

| 4 мая Неоф (5) | Ленинград (ЛОСПС) | 1:1 | Харьков (профсоюзы) | «Металлист», Харьков |
| | - Аксенов 48′     |     | - (1:1)′ Натаров    |                      |
| Ленинград: Шорец - В.Топталов, Лабут - А.Петров, П.Строков, Лемешев - Светлов, Ярцев, И.Смирнов, Смарыго, Аксенов Харьков: Бабкин - Пономаренко, Семенов - Шведов, Горовой, Ус - Морозов, Натаров, Зуб, Бем, Костиков |                   |     |                     |                      |

6. Междугородний матч (профсоюзы)
| 12 мая Неоф (6) | Ленинград (ЛОСПС)                                     | 3:0 | Москва (МГСПС) | Стадион им.Ленина, Ленинград                |
| | - Елисеев 59′ (пен.) 63′ 75' (пен.) - П.Григорьев 89′ |     |                | Зрителей: ~30 000 Судья: Н.Усов (Ленинград) |
| Ленинград: Савинцев - В.Топталов, Лабут - А.Петров, Елисеев, Лемешев - П.Григорьев, Мурашев, Ал.Ларионов, Ярцев, Аксенов Москва: Гранаткин - С.Афонин, Саванов - В.Дубинин, Б.Апухтин, М.Путистин - Г.Богданов, В.Орлов, Якушин, Ефимов, А.Емельянов |                                                       |     |                |                                             |

7. Междугородний матч
| 30 мая Неоф (7) | Ленинград (II)  | 1:1 | Одесса      | Стадион им.Ленина, Ленинград |
| | - И.Смирнов 25′ |     | - 48′ Медун | Судья: Ленский (Одесса)      |
| Ленинград: Шорец - Н.Топталов, Гинько - А.Петров, П.Строков, Беляков - Светлов, Ярцев, Ал.Ларионов, И.Смирнов, Аксёнов Одесса: Раздорожнюк - Кусинский, Чистов - Кравченко, Артемьев, Фисаренко - Калашников, Медун, Бронз, Махинев, Михлин |                 |     |             |                              |

8. Междугородний матч
| 12 июн Неоф (8) | Ленинград (II) | 1:0 | Киев | Стадион им.Ленина, Ленинград |
| | - Ярцев 43′    |     |      | Зрителей: 15 000             |
| Ленинград: Шорец - К.Егоров, Гинько - А.Петров, П.Строков, Беляков - Светлов, Ярцев, Ал.Ларионов, Б.Шелагин, Аксёнов · Киев: Идзковский - Весеньев, Свиридовский - Юкельзон, Тютчев, Бланк - Синица, Панин, Пионтковский, Вал.Прокофьев, Печеный 60' |                |     |      |                              |

9. Международный матч
| 22 июн Неоф (9) | Ленинград («электропромышленность»)                     | 4:0 | АИФ «Кунгсхольмен» Стокгольм («рабочий клуб») | Стадион им.Ленина, Ленинград        |
| | - П.Дементьев 16′ 80′ 89′ (пен.) - Б.Шелагин 61′ (пен.) |     |                                               | Зрителей: 15 000 Судья: П.Евдокимов |
| («электропромышленность»): Лихвинцев - В.Топталов, Н.Топталов - В.Бодров, В.Лемешев, Уннам - П.Григорьев, П.Дементьев, В.Шелагин, И.Смирнов, Аксёнов АИФ «Кунгсхольмен» Стокгольм («рабочий клуб»): Меллер I - Блюше, Петерссон - Трюгейн, Андре, Меллер II - К.Густафссон, И.Густафссон, Нильссон, Юнгберг, Энвальд |                                                         |     |                                               |                                     |

10. Матч ко Всесоюзной спартакиаде профсоюзов
| 23 авг Неоф (10)               | Ленинград (ЛОСПС, «молодёжная») | 1:3 | «Динамо» Ленинград | Ленинград |
| Ленинград: ... П.Дементьев ... |                                 |     |                    |           |

11. Международный матч
| 24 окт Неоф (11) | Ленинград                          | 2:2 | Германия («рабочая»)   | Стадион им.Ленина, Ленинград      |
| | - Б.Шелагин 15′ - П.Дементьев ~30′ |     | - 64′ (пен.) ? - 74′ ? | Зрителей: 30 000 Судья: Г.Фепонов |
| Ленинград: Шлейфер - Юденич, Ежов - Вал.Федоров, В.Лемешев, Беляков - Светлов, П.Дементьев, И.Смирнов, Б.Шелагин, Кусков («рабочая»): Хут - Кнерль, Хенш - Пионтек, Беме, Хеншейд - Постлер, Рихтер, Альберт, Дейхман, Бем |                                    |     |                        |                                   |

## Комментарии
1. ↑  К.Есенин указывал для сборной Москвы только междугородние и международные матчи[1]
2. ↑  В реестре матчей сборной Санкт-Петербурга (Петрограда, Ленинграда), опубликованном группой ленинградских историков и статистиков под редакцией Н.Киселёва[2] учтены только междугородние матчи со сборными городов и республик
3. ↑  Г.Калянов предложил разделение матчей на официальные и товарищеские (для сборной Москвы)[3]
4. ↑  в том числе недоигранные и аннулированные, а также сыгранные с неформатными сборными и клубами — все матчи, объявленные как матчи официальных турниров
5. ↑  Матчи второй, третьей и т. д. (дублёров), а также ведомственных (например, сборной профсоюзов) сборных считаются неформатными. Тем не менее, междугородние матчи и «русской», и «английской» сборных Санкт-Петербурга и Москвы начала века, согласно установившейся традиции, учитываются историками[4][5][1] в их реестрах
6. ↑  Тем не менее, несколько международных матчей 1910-х годов с командами, формально не соответствующими строго данному критерию, но в игровом плане нередко подавляюще превосходившими сборные Санкт-Петербурга и Москвы, учтены[6][7] в их реестрах
7. ↑  Указанная команда носила название Reichs-Auswahl der Kampfgemeinschaft für rote Sporteinheit (или просто KG-Länderauswahl)[53] — рабочая сборная Германии под эгидой Красного Спортинтернационала (КСИ).
8. ↑  Указанная команда носила название Reichs-Auswahl der Kampfgemeinschaft für rote Sporteinheit (или просто KG-Länderauswahl)[53] — рабочая сборная Германии под эгидой Красного Спортинтернационала (КСИ).
9. ↑  Указанная команда носила название Reichs-Auswahl der Kampfgemeinschaft für rote Sporteinheit (или просто KG-Länderauswahl)[53] — рабочая сборная Германии под эгидой Красного Спортинтернационала (КСИ).